# 日源
日源（にちげん、? - 正和4年9月13日（1315年10月11日））は、鎌倉時代の日蓮宗の僧。字は智海。中老僧の一人。

## 略歴
当時、天台宗の実相寺の学頭を務め、智海法印と称した（播磨法印とも）。日蓮が一切経を閲読するため実相寺に入寺した時、摩訶止観の講義を聞いて感銘を受け、日蓮の弟子となり、日源と改名する。その後、官命により、実相寺5世となり、日蓮宗に改宗した。各地を布教して、法華寺・感応寺・法明寺・東光寺を法華の道場とした。

## 墓所
日源上人五重石塔